# Budismo en Afganistán

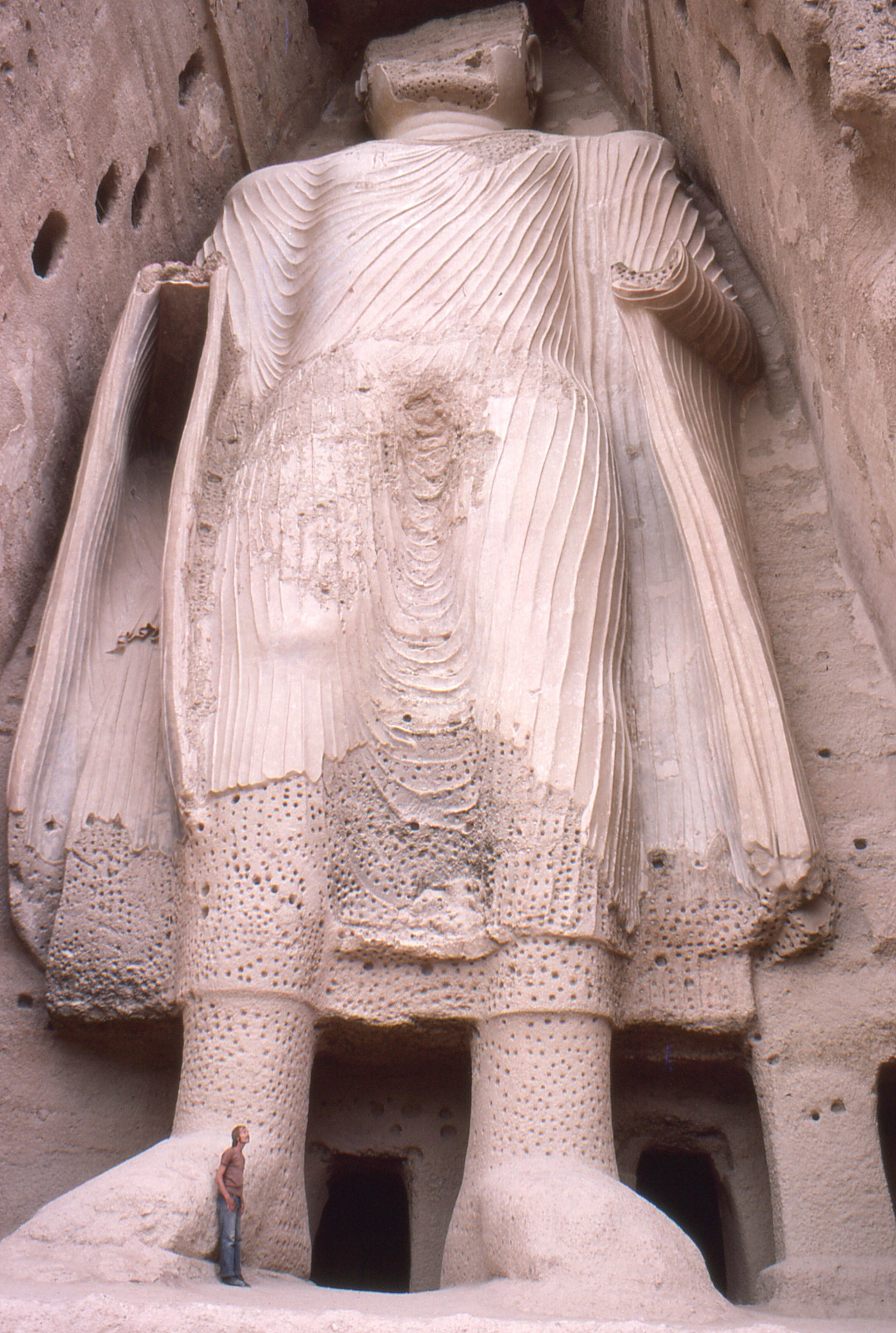
Imagen de uno de los Budas de Bamiyan antes de ser destruido

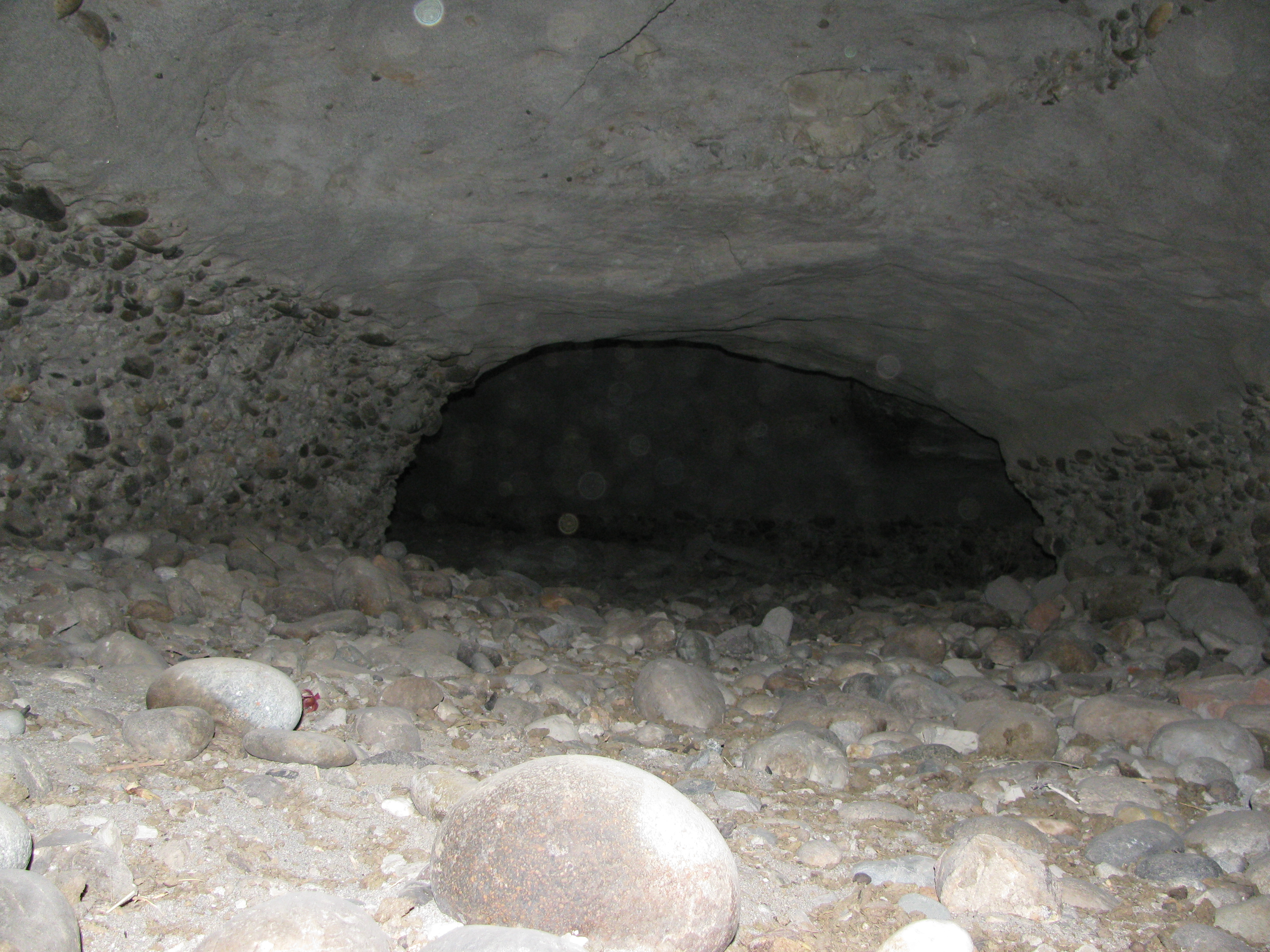
Cueva budista antigua en Jalalabad, Afganistán.

El budismo en Afganistán fue una de las principales fuerzas religiosas en la región durante la era preislámica. La religión estaba muy extendida al sur de las montañas Hindu Kush. El budismo llegó por primera vez a Afganistán en 305 a. C. cuando el Imperio seléucida griego hizo una alianza con el Imperio Maurya de la India. El Grecobudismo resultante floreció bajo el Reino grecobactriano (250 a. C.-125 a. C.) y el posterior Reino indogriego (180 a. C.-10 d. C.) en el moderno norte de Pakistán y Afganistán. El greco-budismo alcanzó su apogeo bajo el Imperio kushán, que usó el alfabeto griego para escribir su idioma bactriano.
Lokaksema (c. 178 d. C.), quien viajó a la capital china de Luoyang y fue el primer traductor de escrituras budistas Mahāyāna al chino, y Mahadharmaraksita quien, según el Mahavansha (Cap. XXIX), dirigió 30.000 Monjes budistas de "la ciudad griega de Alasandra" (Alejandría del Cáucaso, a unos 150 km al norte de la actual ciudad de Kabul en Afganistán), a Sri Lanka para la dedicación de la Gran Estupa (Ruwanwelisaya) en Anuradhapura. El rey grecobactriano Menandro I, (Pali) "Milinda", que gobernó entre el 165 a. C. y el 135 a. C., fue un renombrado mecenas del budismo inmortalizado en el texto budista Milinda-pañja.
El famoso monasterio budista persa en Balj en el norte de Afganistán, conocido como "Nava Vihara" ("Nuevo Monasterio"), funcionó como el centro de aprendizaje del Asia Central durante siglos.
La religión budista en Afganistán comenzó a desvanecerse con la conquistas musulmanas de Afganistán en el siglo VII, pero finalmente terminó durante el Imperio gaznávida en el siglo XI.

## Historia
El territorio dentro de las fronteras de Afganistán ha experimentado muchos cambios culturales y religiosos a lo largo de los siglos. La posición geográfica del área entre las culturas de Oriente Medio, Asia Meridional y Asia Central, y la proximidad a la famosa Ruta de la Seda (que conecta las civilizaciones de Asia Oriental y el Mediterráneo, y otras en el medio), han sido los principales impulsores de la historia y la cultura locales. desarrollos. Una influencia importante fue la conquista del área por Alejandro Magno, que incorporó el área durante un tiempo al mundo helenístico y resultó en una fuerte influencia helenística en el arte religioso budista en esa región. En el 305 a. C., el Imperio seléucida hizo una alianza con el Imperio indio Maurya. Los maurianos trajeron el budismo de la India y controlaron el área al sur del Hindu Kush hasta aproximadamente el año 185 a. C., cuando fueron derrocados.

Alejandro se los quitó a los Arios y estableció asentamientos propios, pero Seleuco I Nicátor se los dio a Chandragupta Maurya, en condiciones de matrimonio mixto y de recibir a cambio 500 elefantes.
Estrabón64 aC – 24 dC

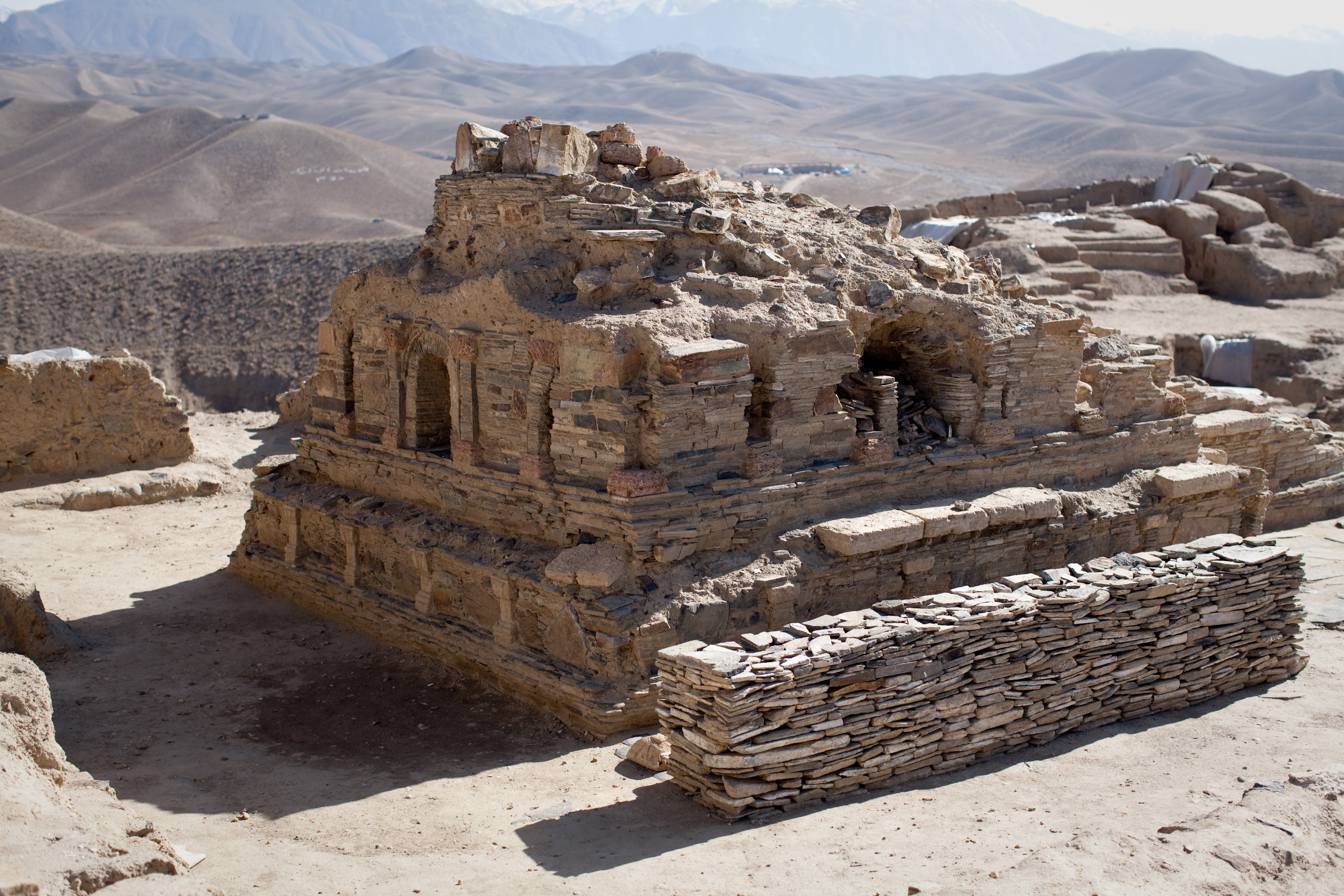
estupa en Mes Aynak

En el momento de estos desarrollos, la mayor parte del área pertenecía a los reinos de Bactria y Sogdiana, incluidos los escitas, seguidos del budismo hasta la llegada del Islam.
Muchos monumentos dan testimonio de la cultura budista en el Afganistán actual. La influencia cultural y artística griega en la región se puede investigar en Arte budista y Grecobudismo. 

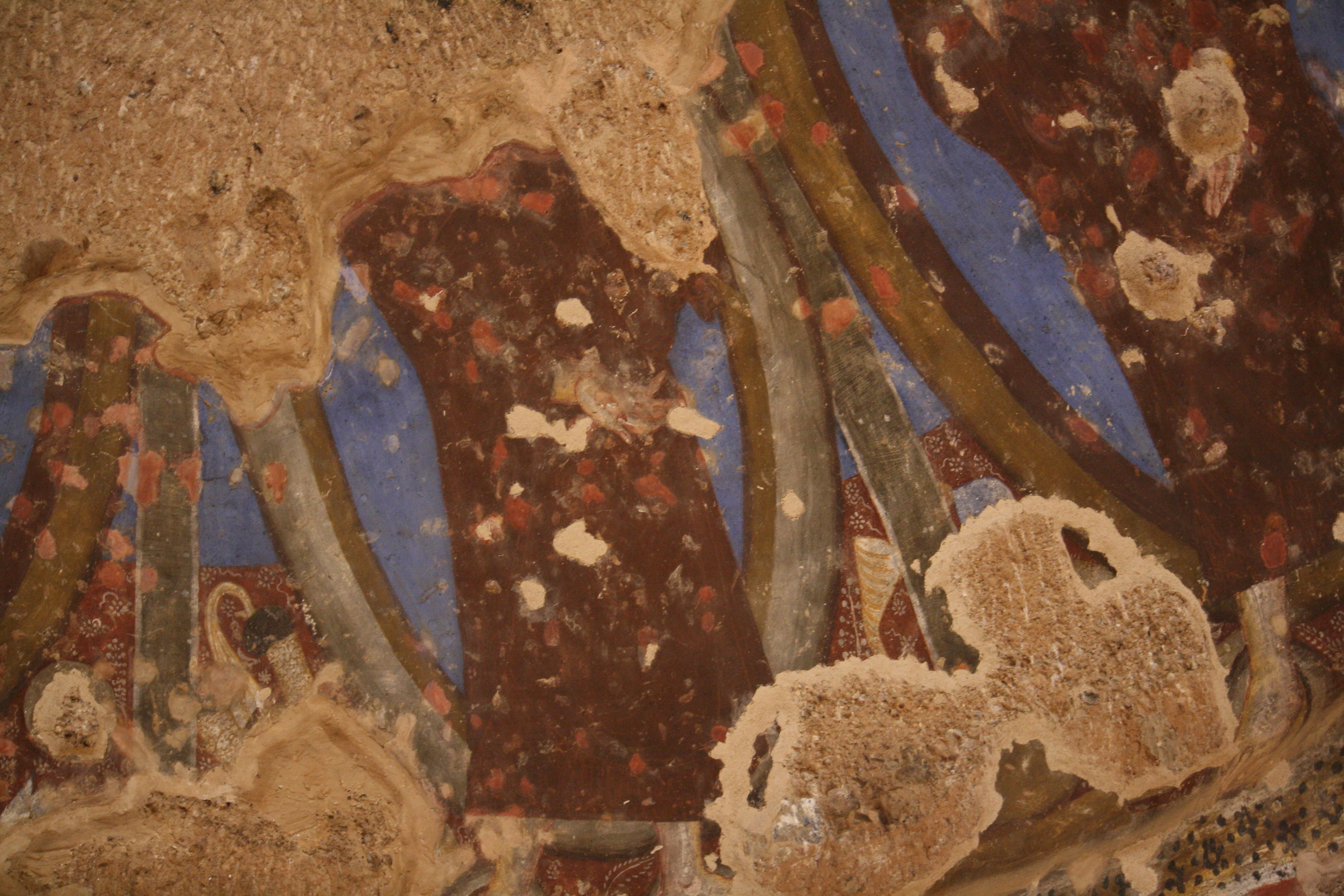
Detalle de frescos en Bamiyan Afgánistan

Poco después de que la dinastía persa sasánida cayera en manos de los musulmanes (en 651 d. C.), el monasterio de Nava Vihara en Balj quedó bajo dominio musulmán (en 663 d. C.), pero el monasterio continuó funcionando durante al menos otro siglo. En 715 d. C., después de que una insurrección en Balj fuera aplastada por el Califato abasí, muchos monjes budistas persas huyeron hacia el este a lo largo de la Ruta de la seda hacia el Reino de Khotan budista, que hablaba una lengua saka (lenguas iranias orientales), y en adelante en China. Los administradores hereditarios de Nava Vihara, los persas Barmáquidas, se convirtieron del budismo al islam después de la conquista del monasterio y se convirtieron en poderosos visires bajo el Califato abasí de Bagdad. El último de la línea de visires de la familia, Ja'far ibn Yahya, es un protagonista en muchos cuentos de Las mil y una noches. En los cuentos populares y Jafar se ha asociado con un conocimiento del misticismo, la hechicería y las tradiciones que se encuentran fuera del ámbito del Islam.
La religión budista sobrevivió a la conquista islámica de Afganistán por los omeyas y el gobierno del Califato abasí. El budismo en Afganistán fue efectivamente eliminado por los saffarí, gaznávida y gúrida.

## Hallazgos arqueológicos

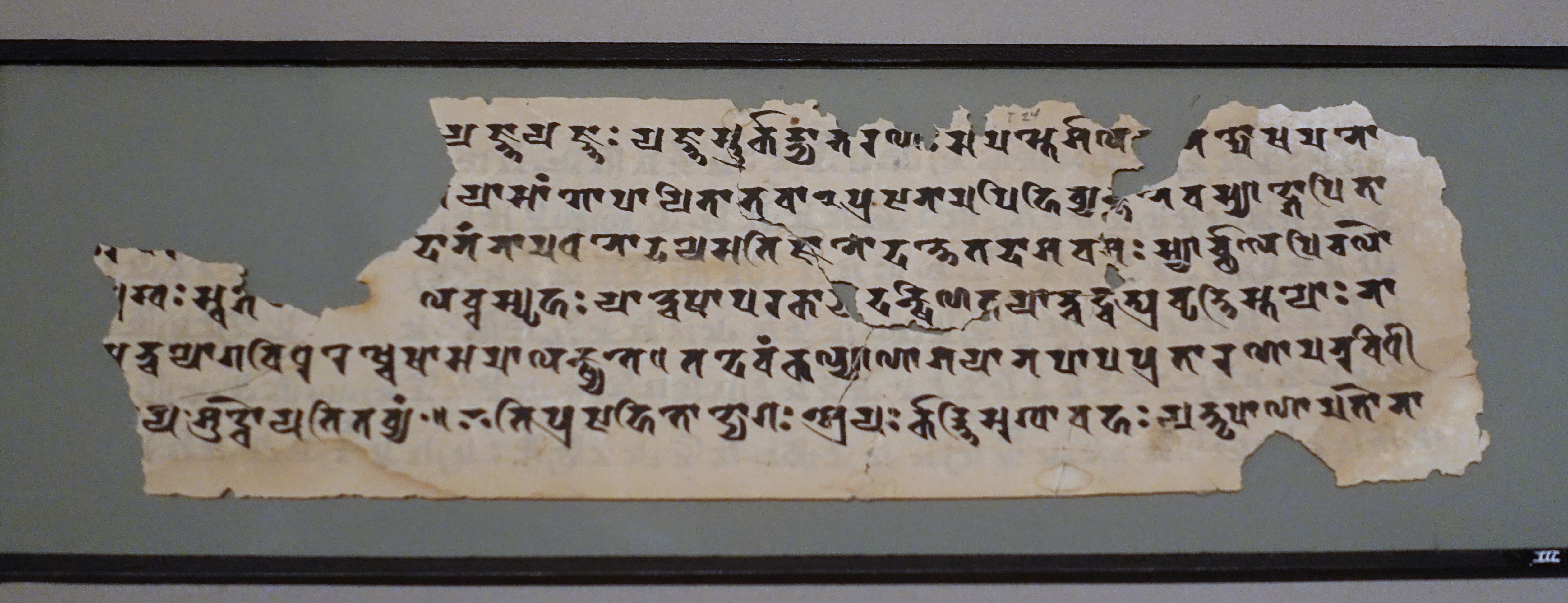
Fragmento de manuscrito de la lengua budista Jataka, sánscrito, en la escritura Protosarada Gilgit-Bamiyan-Tipo II, Toyuk, probablemente siglos - - Museo Etnológico, Berlín.

### Biblioteca del monasterio de Bamiyán
Se sabía que una de las primeras escuelas budistas, la Mahasamghika-Lokottaravāda, ocupaba un lugar destacado en el área de Bamiyán. El monje budista chino Xuanzang visitó un monasterio de Lokottaravāda en el siglo VII d. C., en Bamiyán, Afganistán, y desde entonces los arqueólogos han redescubierto este monasterio. Se han descubierto en el sitio manuscritos de corteza de abedul y hojas de palma de los textos de la colección de este monasterio, incluidos los sūtras de Mahāyāna, que ahora se encuentran en la Colección Schøyen. Algunos manuscritos están en idioma Gāndhārī y escritura Karosti, mientras que otros están en sánscrito y están escritos en formas de la escritura gupta. Los manuscritos y fragmentos que han sobrevivido de la colección de este monasterio incluyen los siguientes textos fuente:
- Pratimokṣa Vibhaṅga  del Mahāsāṃghika-Lokottaravāda (MS 2382/269)
- Mahāparinirvāṇa Sūtra , un sūtra del Āgama (MS 2179/44)
- Caṃgī Sūtra , un sūtra de los Āgamas (MS 2376)
- Vajracchedikā Prajñāpāramitā Sūtra , un Mahāyāna sūtra (MS 2385)
- Bhaisajyaguru Sūtra , un Mahāyāna sūtra (MS 2385)
- Śrīmālādevī Siṃhanāda Sūtra , un Mahāyāna sūtra (MS 2378)
- Pravāraṇa Sūtra , un Mahāyāna sūtra (MS 2378)
- Sarvadharmapravṛttinirdeśa Sūtra , un Mahāyāna sūtra (MS 2378)
- Ajātaśatrukaukṛtyavinodana Sūtra , un Mahāyāna sūtra (MS 2378)
- Śāriputrābhidharma Śāstra  (MS 2375/08)

-->

### Reliquias budistas
En agosto de 2010, se informó que se habían descubierto aproximadamente 42 reliquias budistas en Mes Aynak de la Provincia de Logar en Afganistán, que está al sur de Kabul. Algunos de estos elementos datan del siglo II según los arqueólogos. Se encontraron algunos sitios budistas en Ghazni. Los artículos en Logar incluyen dos templo budistas (estupass), estatuas de Buda, frescos, monedas de plata y oro y cuentas preciosas.

Hay un templo, estupas, hermosas habitaciones, estatuas grandes y pequeñas, dos de siete y nueve metros de largo, coloridos frescos ornamentados con oro y algunas monedas... Algunas de las reliquias datan del siglo V d. C. ...Hemos encontrado indicios de que hay elementos que tal vez se remontan a la época anterior a Cristo o la prehistoria ...Necesitamos ayuda extranjera para preservarlos y su experiencia para ayudarnos con más excavaciones.
Mohammad Nader RasouliAfghan Archaeological Department

## Reliquias Jain
Se han encontrado dos raras reliquias de bronce jainistas en Afganistán. El siglo III / siglo IV d. C. El texto jainista Vasudevahindi menciona a comerciantes jainistas que viajan al extranjero a Java, China y Asia central. Se han reportado dos imágenes jainistas adicionales en Afganistán, una imagen de mármol de Padmasan y una imagen de la colección privada del rey.

## Sitios budistas
- Tepe Narenj
- Budas de Bāmiyān
- Tapa Sardar
- Takht-e Rostam
- Mes Aynak
- Tepe Kafiriyat

## Galería

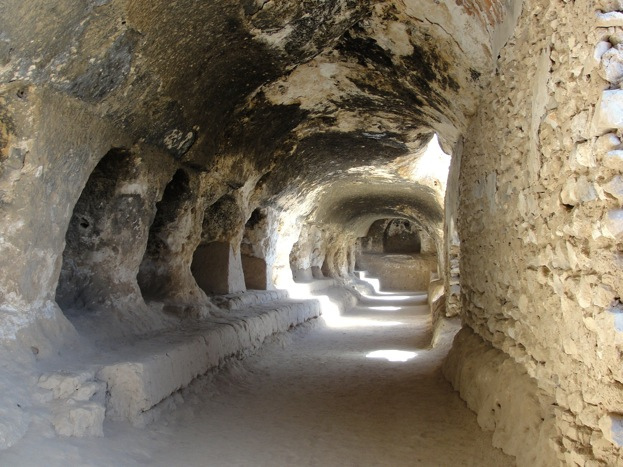
Sistema de cuevas, estupa y monasterio en Samangan, Takht-i-rustam
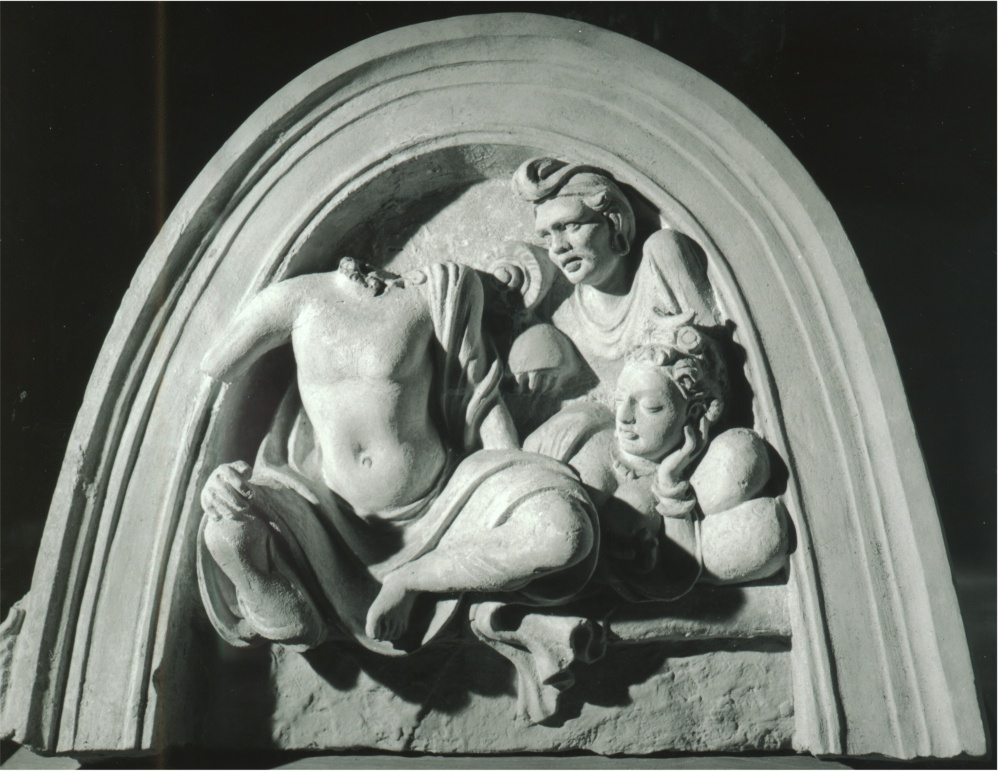
El Bodhisattva y Chandeka, Hadda, siglo V e. c.
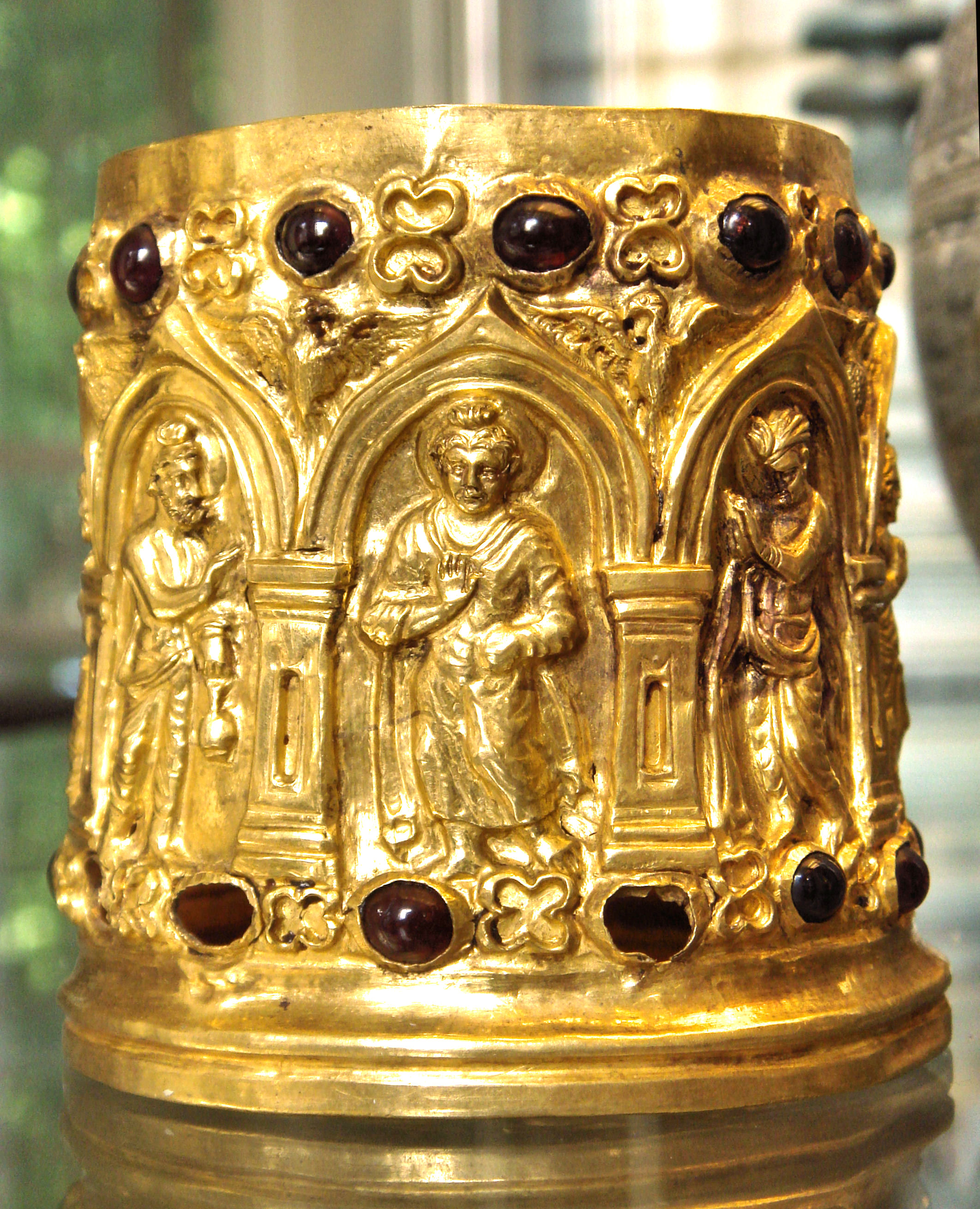
Relicario de Bimaran
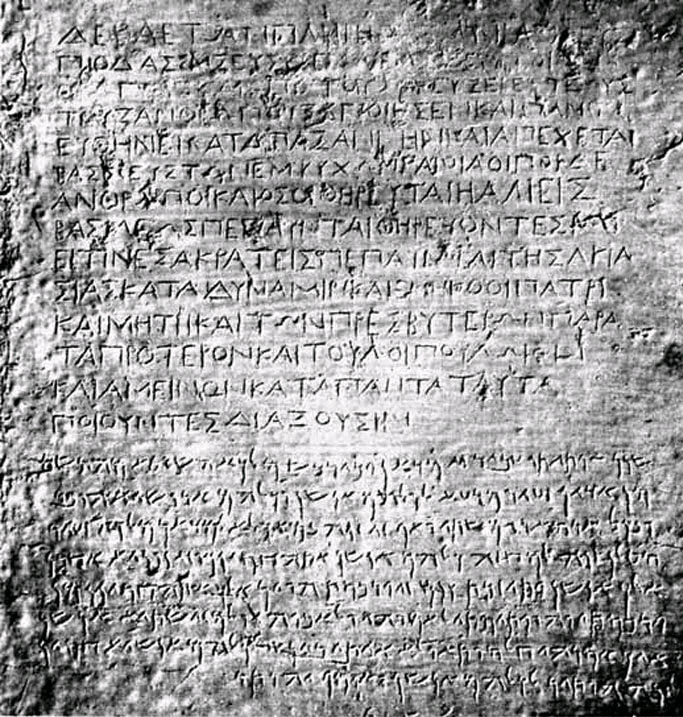
Edicto de Kandahar del rey Ashoka
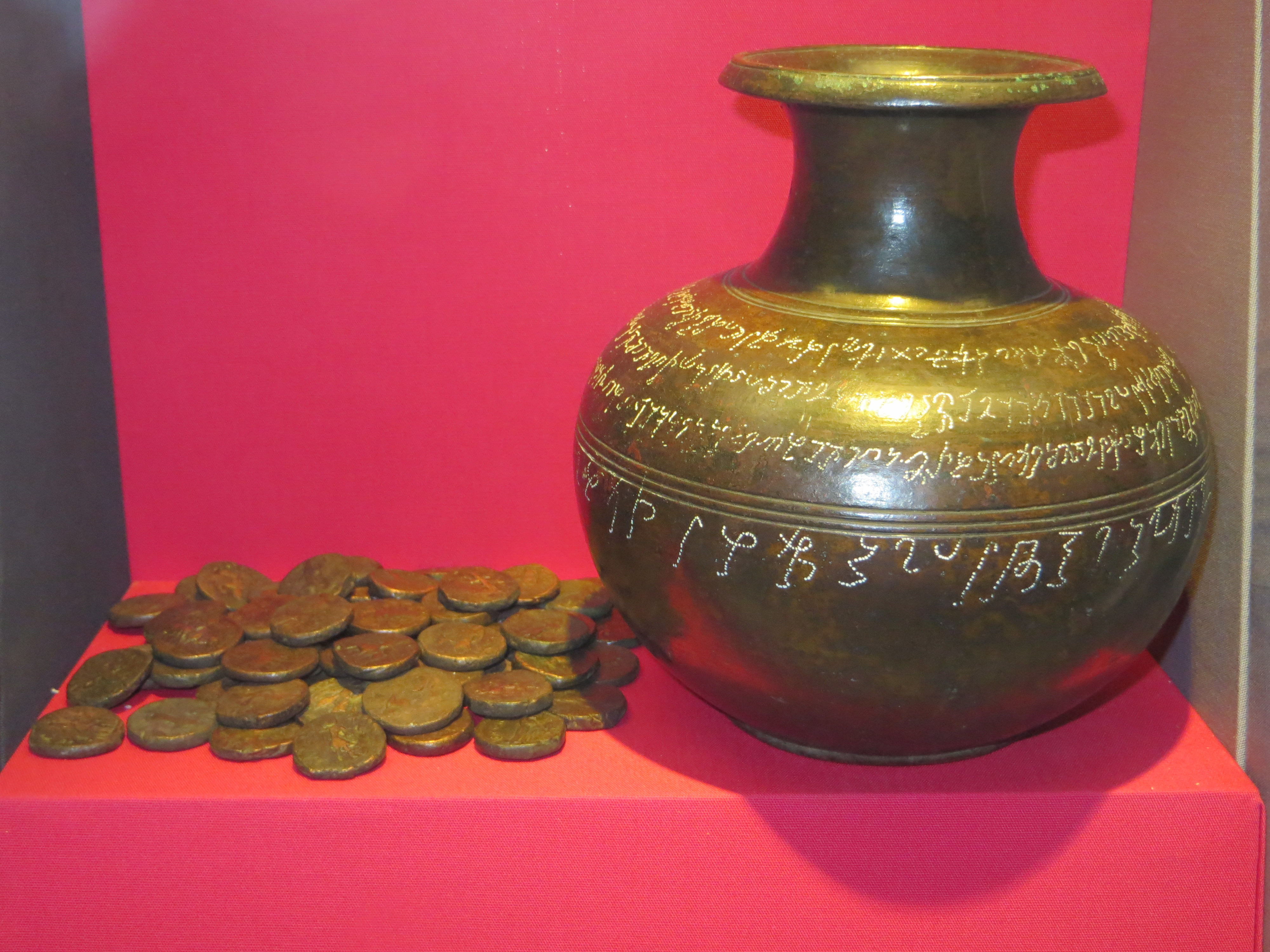
Wardak Vase en el Museo Británico
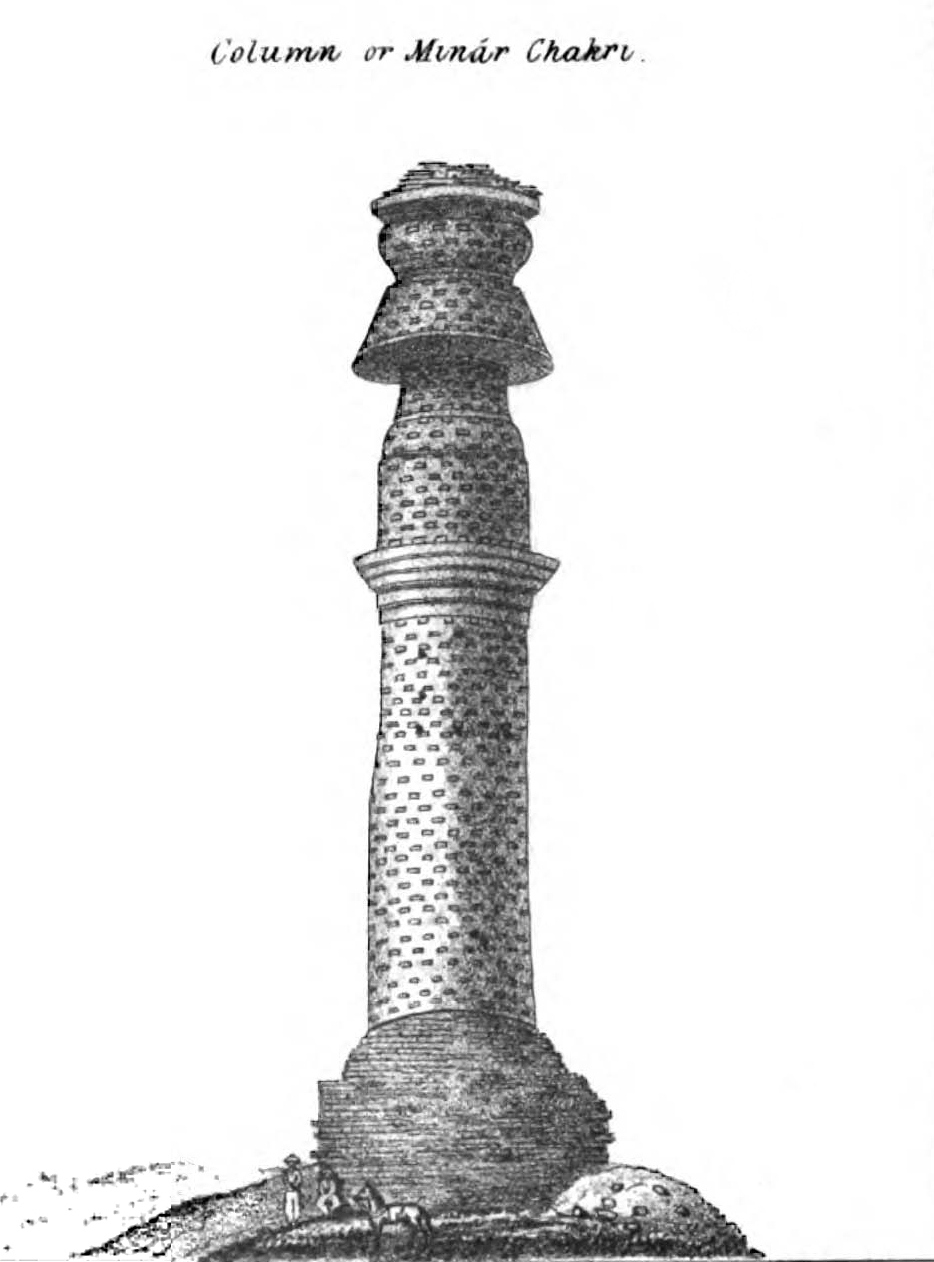
Minar-i-Chakri
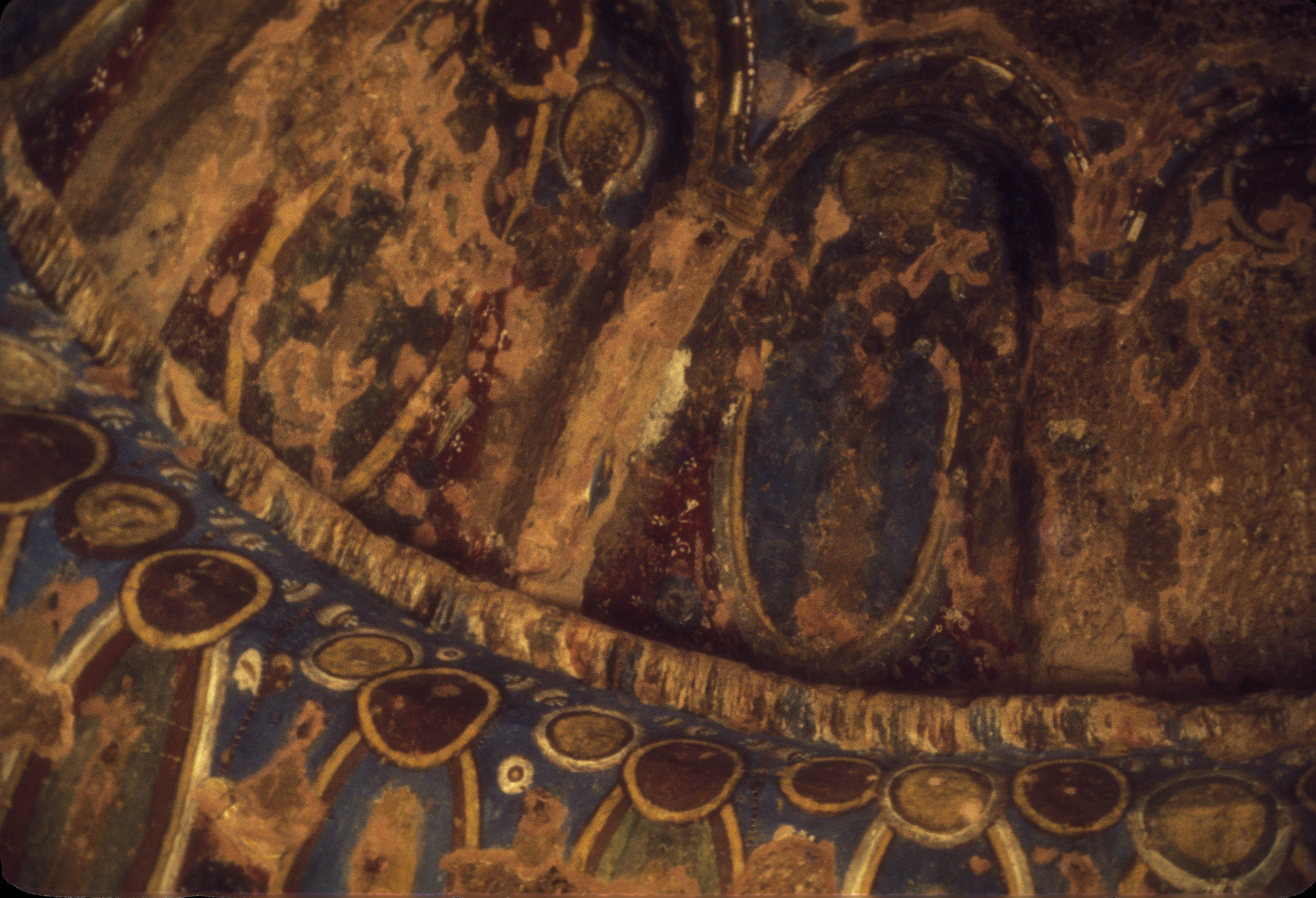
Cuadros de la gruta de Bamiyán
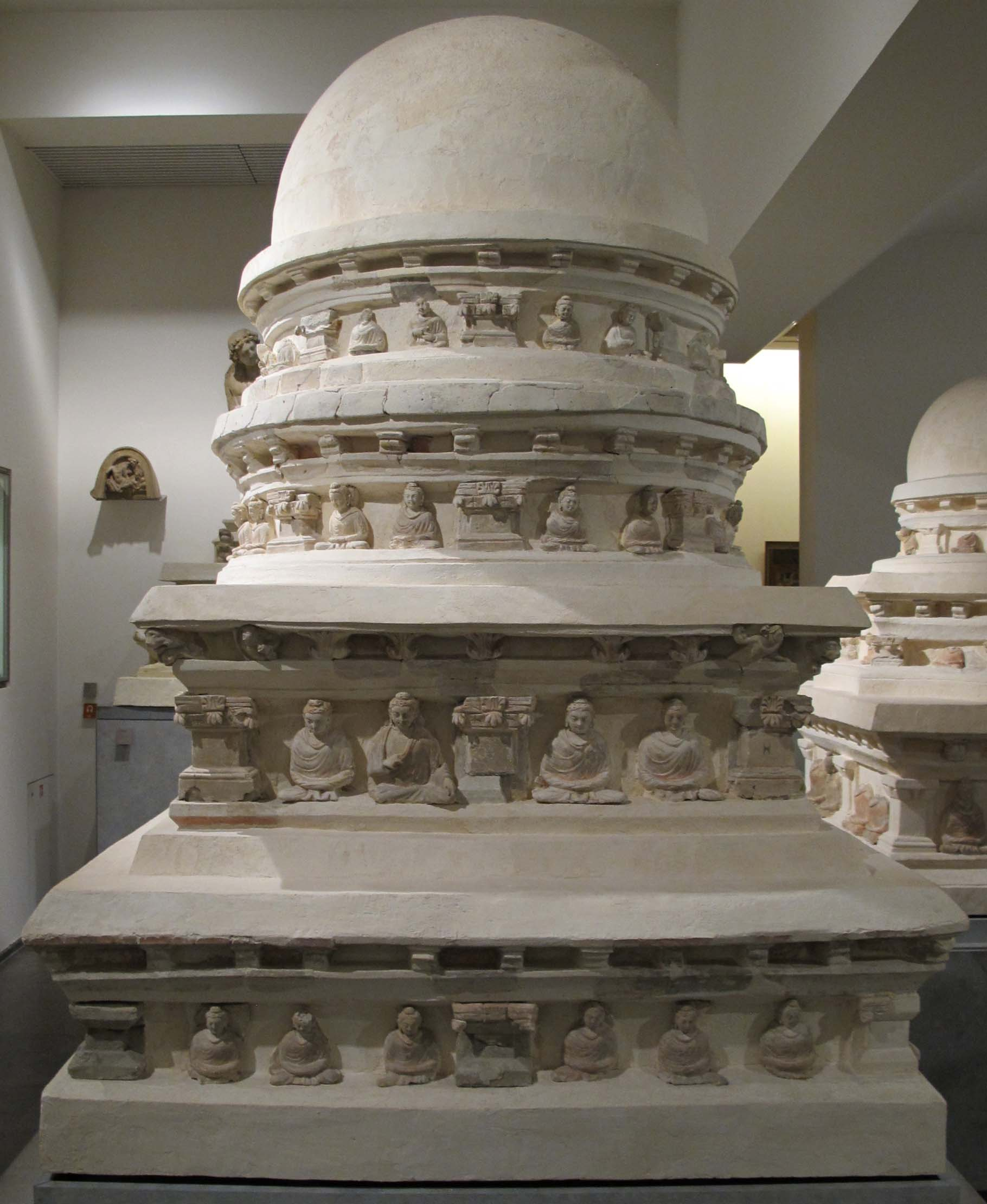
Afganistán, estupa TK23, sitio hadda, monasterio tapa-kalan, siglo IV-V
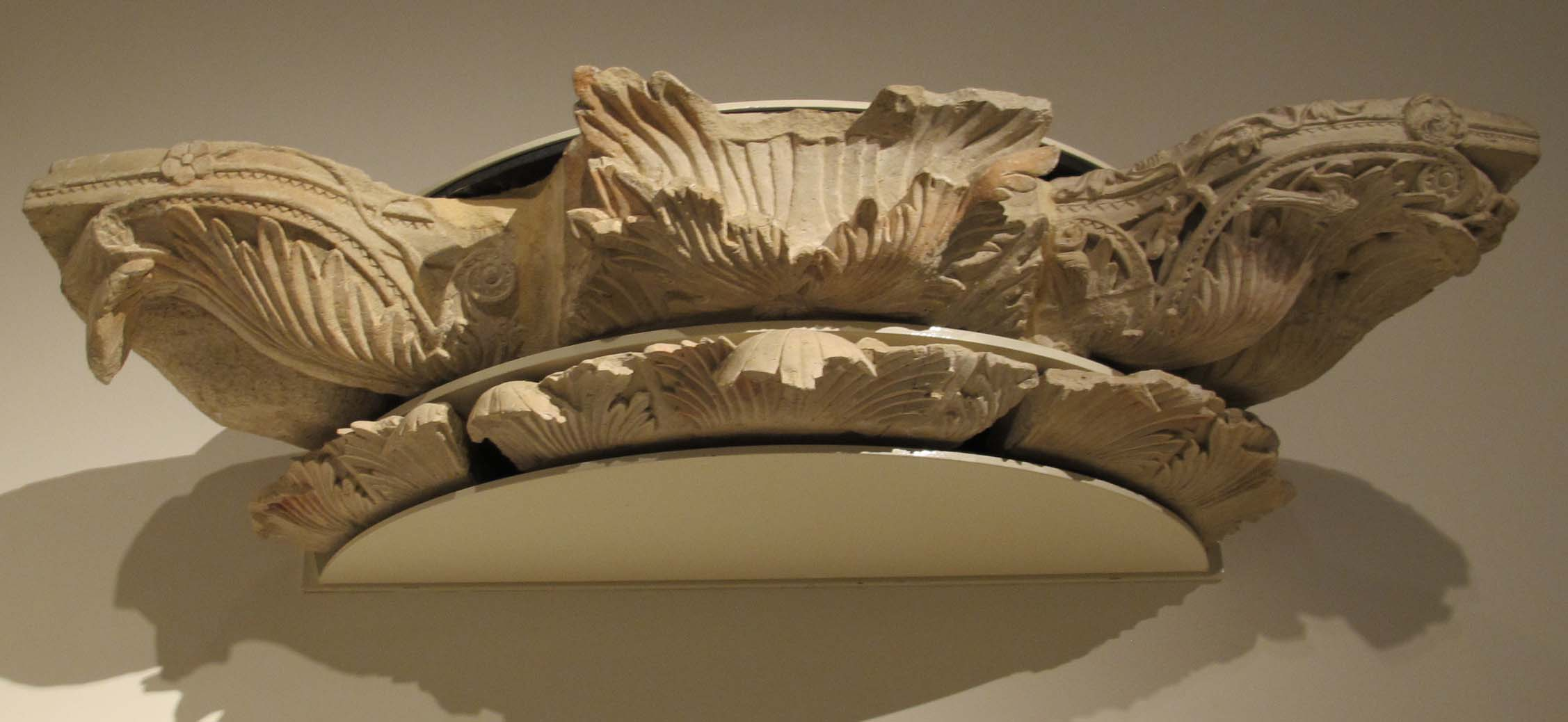
Afganistán, capital de las estupas, desde el sitio de hadda, monasterio chakhil-i-ghoundi, siglo II-III
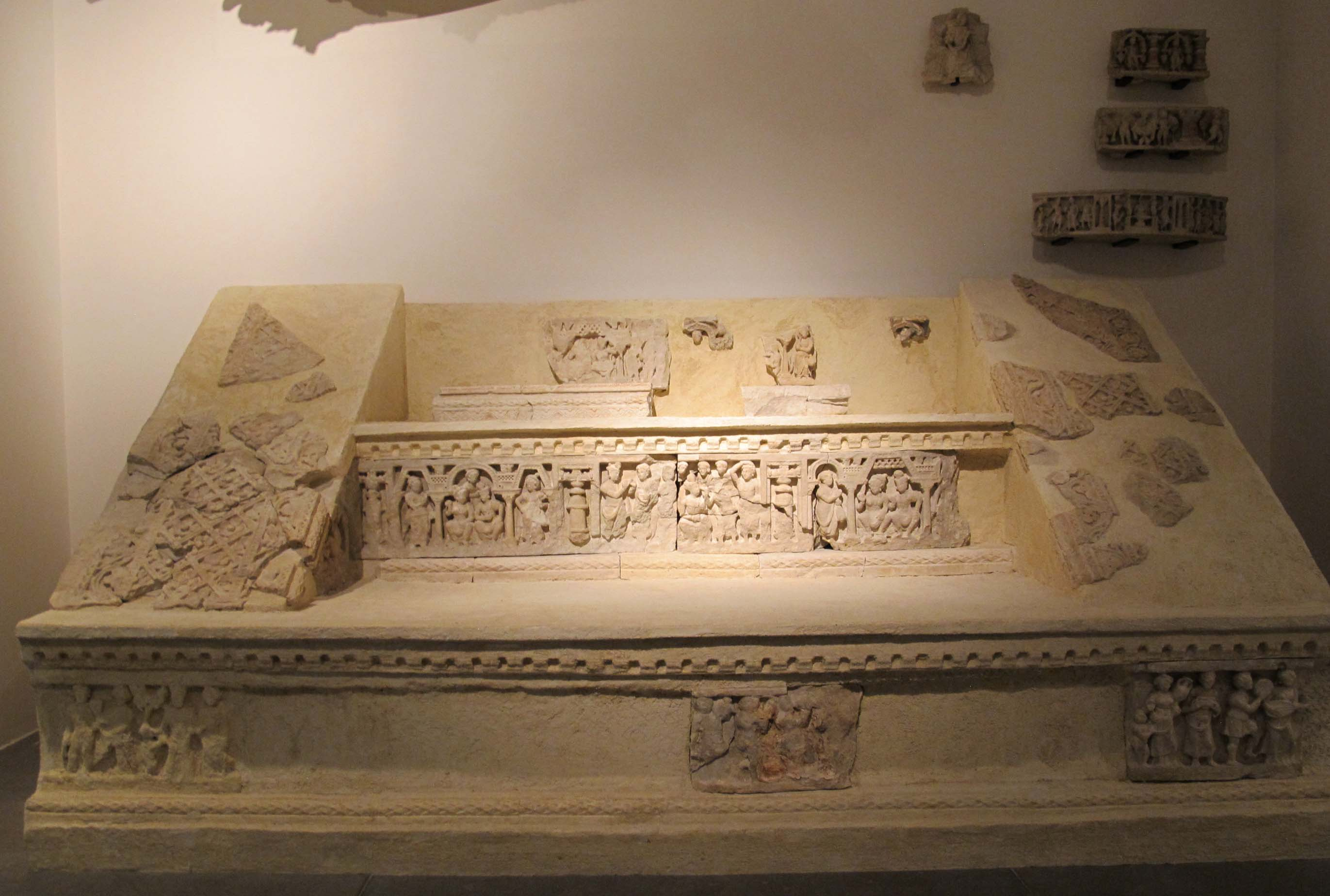
Afganistán, escalera de estupas, desde el sitio de hadda, monasterio chakhil-i-ghoundi, siglo II-III
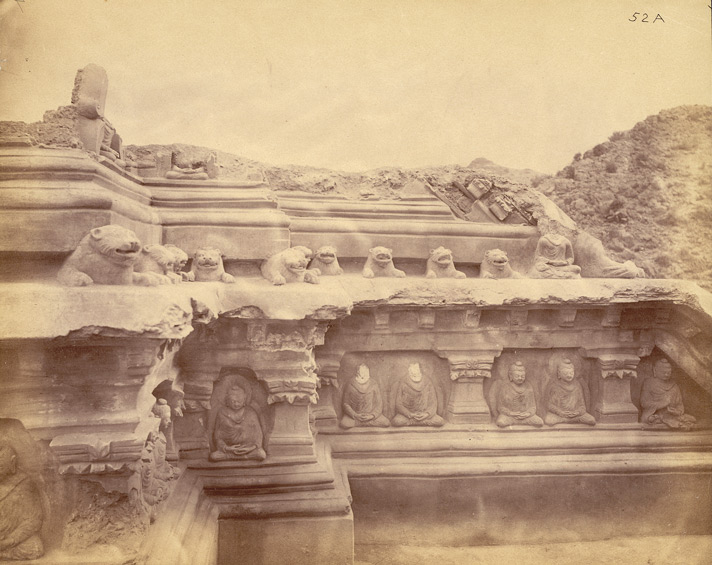
Corte con estupa, después de la excavación, Ali Masjid
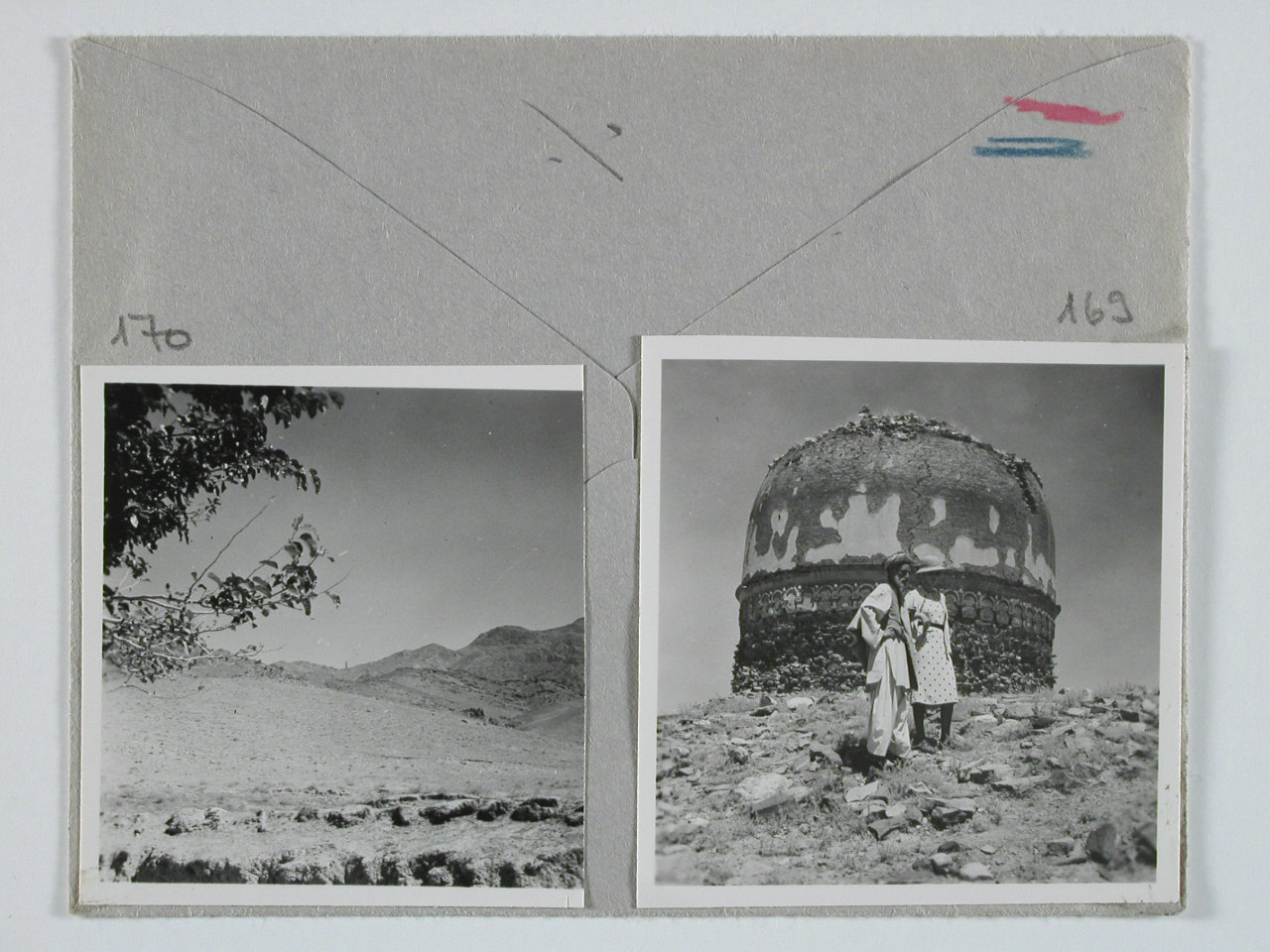
Estupa de Shewaki
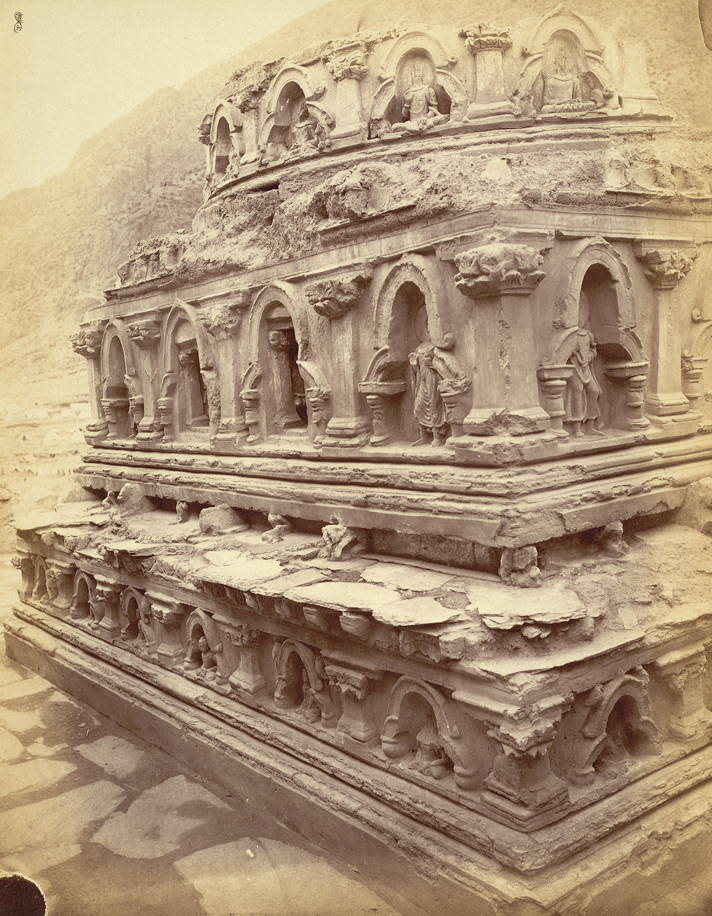
Vista general de la Estupa No. 6, con imágenes de Buda
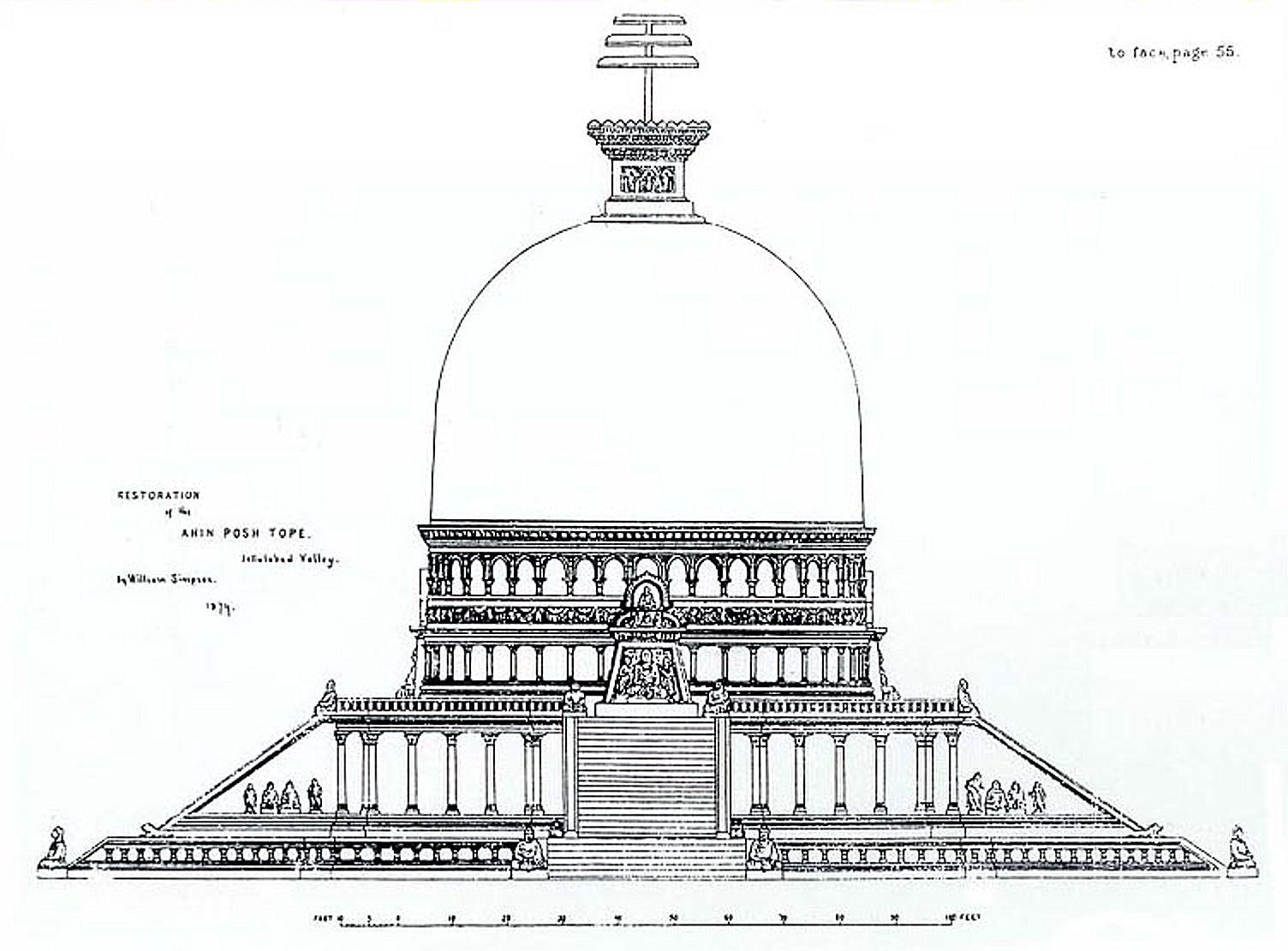
Reconstitución del monasterio budista de Ahin Posh Tepe, Afganistán
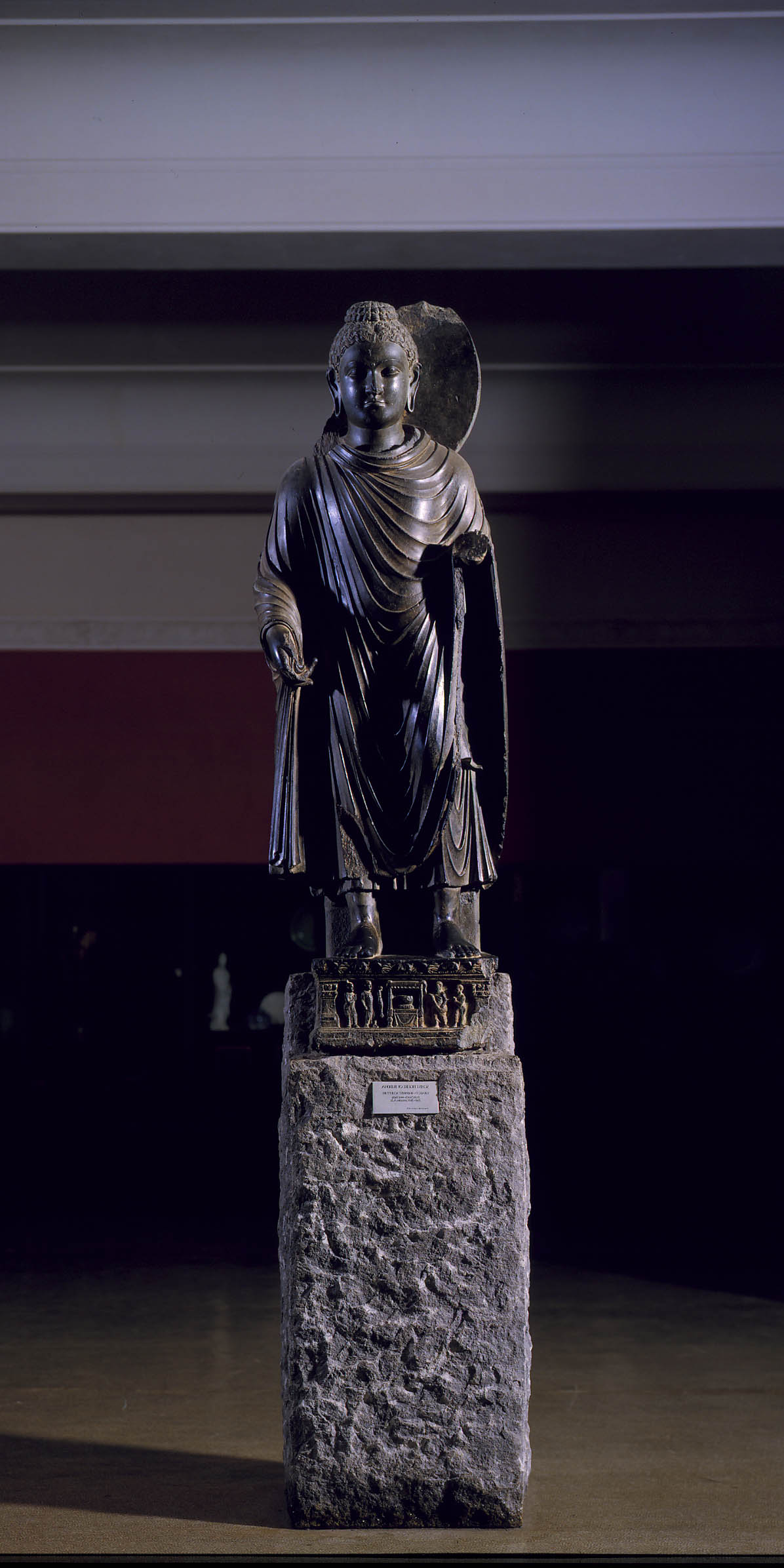
Figura de esquisto gris de Buda, Museo de Auckland
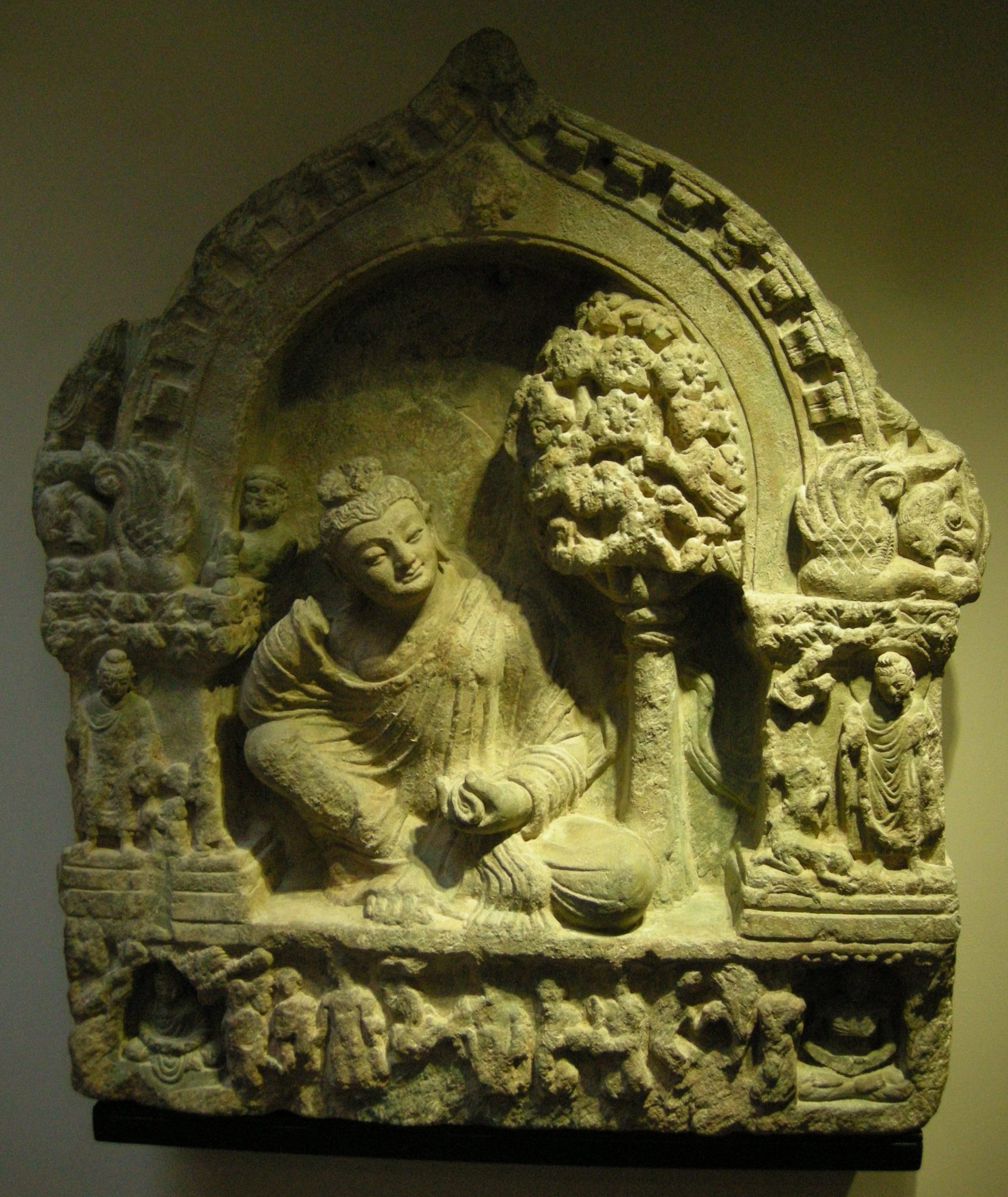
Arte budista de Afganistán
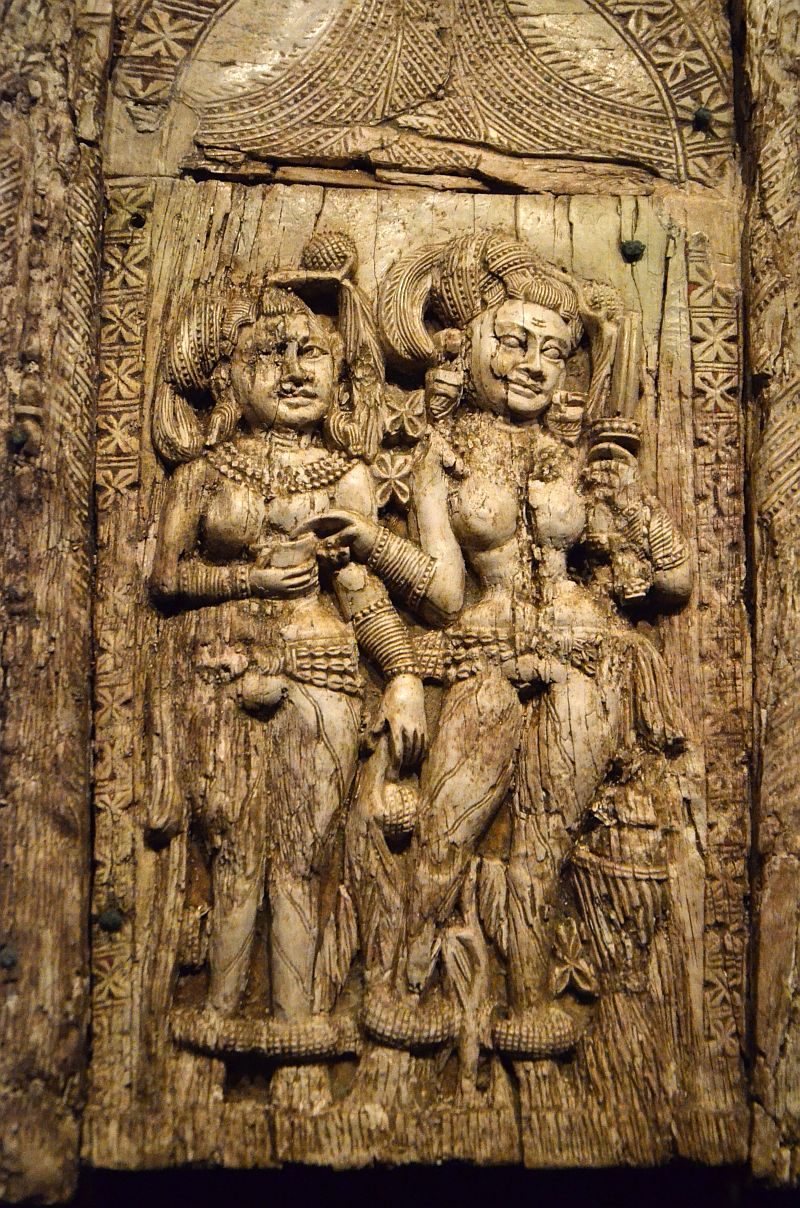
Placa decorativa de Begram de una silla o trono, marfil, sala 13, c.100 a. C.